# Carl Pfingsthorn
Carl Ferdinand Stresow Pfingsthorn (* 19. Mai 1860 in Hamburg; † 21. Januar 1939 ebenda) war ein deutscher Jurist und Ahnenforscher.
Pfingsthorn stammte aus einer hanseatischen Kaufmannsfamilie. Er besuchte die Gelehrtenschule des Johanneums, konnte aber auf Grund einer früh einsetzenden Otosklerose sein Potential nicht voll im Berufsleben realisieren.
Pfingsthorn engagierte sich für die Lebensverhältnisse der Arbeiter- und niederen Beamtenfamilien der Hansestadt um die Jahrhundertwende 1900 und kritisierte deren schlechte Wohnsituation und die mangelhaften Sanitäranlagen.

## Werke
- Die Wohnungsverhältnisse hamburgischer Unterbeamten im Jahre 1897, Gräfe & Sillem, Hamburg 1900.
- Die Verhältnisse kleiner Wohnungen in Alt-Hamburg, Duncker & Humblot, Leipzig 1901.
- Miete und Einkommen der vom Verbande Hamburgischer Miete-Hilfsvereine unterstützten Personen Veröffentlichungen der Hamburgischen Gesellschaft zur Beförderung der Künste und Nützlichen Gewerbe (Patriotische Gesellschaft), Hamburg 1902.
- Die Ahnenliste von Dr. Carl Pfingsthorn, Zeitschrift für Niederdeutsche Familienkunde 1928.